# 超人オリンピック
- キン肉マン > 超人オリンピック
- キン肉マンII世 > 超人オリンピック

超人オリンピック（ちょうじんオリンピック）は、ゆでたまごの漫画『キン肉マン』『キン肉マンII世』および、それを原作としたアニメで開催される、架空の大会。ヒーローオリンピックとも呼称される。

## 概要
超人オリンピックとは、超人の中から世界一を決めるために宇宙超人委員会が開く大会。これまでに22回行われており、第20、21回大会が『キン肉マン』、22回大会が『キン肉マンII世』作中で開催されている。
超人オリンピック発祥の地はギリシアだという。また、超人オリンピック本戦は日本で行われる。これははるか昔に、超人たちに有害なカピラリア七光線が全宇宙に降り注ぐ「カピラリア大災害」が起こった際、日本の国立競技場周辺のみがその厄災から逃れられたという伝承が残っており、それを宇宙超人委員会が神聖視しているためである。
なお、20回大会を第1回、21回大会を第2回と表記する場合があるが、それは作中で行われた回数（第20回から数えて）のことを指す。
『キン肉マンII世』のアニメ版では大会名が超人ワールドグランプリ、『キン肉マン 完璧超人始祖編』では超人ワールドカップに変更されている。スピンオフ作品『キン肉マンII世〜オール超人大進撃〜』では超人一等祭という類似した大会が開催されている。

## 参加規定・ルールなど
参加規定
- すべての正義超人（残虐超人含む）が参加可能。7人の悪魔超人のような悪魔超人や完璧超人は参加できない[3]。第22回大会では、参加資格が「23歳以下の若い超人」に限られた（特別にオーバーエイジ枠を設け、69歳のカニベースを例外的に参加させた）。
- 各国予選を勝ち抜き、さらに日本で行われる予選を通過したものだけが本戦に出場できる。

ルール
- 超人格闘技のルール。それに加えて負けた超人は国外追放（20回大会決勝）や、対戦相手を棺桶に放り込むまで勝ちにならない棺桶デスマッチ（21回大会準決勝）など特別ルールもある。
- 22回大会ではセコンドは1人までで、さらに同国の超人に限る。20回大会ではキン肉マンのセコンドにキン肉真弓やミート、テリーマンが、21回大会ではウォーズマンのセコンドにバラクーダ（正体はロビンマスク）が付いていた。アニメ『キン肉マンII世 ULTIMATE MUSCLE2』では国名を伏せていたため、同予選ブロック内の超人に変更されている。
- 殺傷行為はあくまで競技上の事故として扱われ、罪にならない[4]。

その他
- 優勝者には、宇宙超人ヘビー級のタイトルが贈られる。
- 優勝者は世界遠征をし、タイトル防衛戦を行う。
- 場合によってはタイトル剥奪もある。
- 出場者には金銭が支払われるようで、カレクックが「第20回大会のギャラをまだ貰ってない」とコメントしている[5]。
- チャンピオンベルトは時価1億円。

## 歴代大会

### 第6回大会
- 開催年 - 不明
- 優勝者 - ドリーマン（ アメリカ合衆国） - テリーマンの父

### 第9回大会
- 開催年 - 不明
- 優勝者 - キン肉真弓 - キン肉マンの父

### 第10回大会
- 開催年 - 不明
- 優勝者 - キン肉真弓

### 第11回大会
- 開催年 - 1948年
- 優勝者 - ハラボテ・マッスル
- 準優勝 - キン肉真弓

### 第18回大会
- 開催年 - 1972年
- 優勝者 - ウルドラマン（ 日本）

### 第19回大会
- 開催年 - 1975年（1976年?）
- 優勝者 - ロビンマスク（ イギリス）
- 準優勝 - ウルドラマン（ 日本）
- 大会委員長 - ハラボテ・マッスル

予選
各国予選大会
- イギリス予選決勝特例マッチ - ロビンマスクVSギロチン・キング

イギリス予選トーナメント出場者
```
　　　　　　　┏━ジョンブルマン（
 
イギリス
）
　　　　┏━━┫
　　　　┃　　┗━マクシミリアン（
 
イギリス
）
　┏━━┫
　┃　　┃　　┏━ザ・サクリファイス（
 
イギリス
）
　┃　　┗━━┫
━┫　　　　　┗━ギロチン・キング（
 
イギリス
）
　┃
　┃
　┗━━━━━━━シャーロックマン（
 
イギリス
）
```

ロビンマスクは、準決勝でジョンブルマンが悪行超人だったギロチン・キングに殺害され、決勝戦での対戦相手であるシャーロックマンが逃亡したことなどが重なり、飛び入り参加が認められる。

### 第20回大会
- 開催年 - 1980年
- 優勝者 - キン肉マン（ 日本）
- 準優勝 - ロビンマスク（ イギリス）
- 第3位 - テリーマン（ アメリカ合衆国）
- 第4位 - ラーメンマン（ 中国）
- 大会委員長 - ハラボテ・マッスル
- 参加超人 - 75000人
- 決勝トーナメント進出超人 - 8人

予選
各国予選大会
- イギリス予選決勝 - ロビンマスクVS喧嘩男

ジャンケンゲーム
2人ずつ組を作り、ジャンケンをして勝った側が予選通過。会場は国立競技場。
ウェイトリフティング（モンスターリフティング）
麻酔で眠らせた怪獣を持ち上げ、顔の表情、ポーズが得点で審査される。1トン、2トンの怪獣で二回行われる。会場は後楽園球場。
月への往復マラソン
地球を出発して月で用意したウサギを持ち帰り、地球へ帰ってくる。飛行が苦手なものにはジェット噴射機が貸し出される。上位8位までの超人が決勝に進出できる。
追加競技・バトルロイヤル
月への往復マラソンの8位が10人同着となり、最後の決勝進出者を決めるために急遽開かれた10人によるバトルロイヤル。会場は蔵前国技館（アニメ版では後楽園ホール）。
決勝トーナメント出場者
```
　　　　　　　┏━
キン肉マン
（
 
日本
）
　　　　┏━━┫
　　　　┃　　┗━カレクック（
 
インド
）
　┏━━┫
　┃　　┃　　┏━ブロッケンマン（
 
西ドイツ
）
　┃　　┗━━┫
　┃　　　　　┗━
ラーメンマン
（
 
中国
）
━┫
　┃　　　　　┏━
ザ・テリーマン
（
 
アメリカ合衆国
）
　┃　　┏━━┫
　┃　　┃　　┗━スカイマン（
 
メキシコ
）
　┗━━┫
　　　　┃　　┏━カナディアンマン（
 
カナダ
）
　　　　┗━━┫
　　　　　　　┗━
ロビン・マスク
（
 
イギリス
）
```

トーナメントは抽選で決められた。

### 第21回大会
超人オリンピック ザ・ビッグファイト
- 開催年 - 1981年
- 優勝者 - キン肉マン（ 日本）
- 準優勝 - ウォーズマン（ ソビエト連邦）
- 第3位 - ラーメンマン（ 中国）
- 第4位 - ウルフマン / リキシマン（ 日本）
- 大会委員長 - ハラボテ・マッスル
- 参加超人 - 10万人
- 決勝トーナメント進出超人 - 12人

予選
各国予選大会
- ペルー予選決勝 - ベンキマンVSヒガンテマン

超人ふるい落とし
超人たちを巨大なふるいにかける。ふるいにはやせ過ぎや太り過ぎの超人がのるとネットが伸縮して下に落ちる仕掛けになっている。また他の超人に手を貸した場合も失格となる。定量は100人であり、作中では10万人中99900人がつきおとされた。会場は国立競技場。
恐怖の火炎地獄・50メートル力泳
50メートルのガソリンプールを泳ぐ競技。選手がスタートして5秒後にガソリンプールに火を着け、ゴール地点の小便小僧型消化器を目指して泳ぐ。もたもたしてると追いかけてくる炎に飲み込まれてしまう。会場は代々木オリンピックプール会場。
恐怖の新幹線アタック競技
東京駅から新幹線の先頭車両を押す競技。どこまで滑走させられるかを競う。脱線を二回する、踏み切り線を越える、一度手から離れた新幹線に触れると失格となる。上位50人が最終予選に進出できる。作中ではテリーマンが線路上にいた仔犬を救出しようとして新幹線を止めたために失格となった。
死のハイロード 50km耐久ローラーゲーム
富士山の裾野に建設された50キロメートルのハイ・ロードをローラースケートで走破する。選手は背中にデジタル表示式カウンターを背負う。基本的にルール無用で上位12位までの超人が決勝に進出できる。
ゆでたまごによれば、「東京競馬場へ取材に向かう首都高で思いついた」とのこと。
決勝トーナメント出場者（順不同）
```
　　　　　　　　　┏━
キン肉マン
（
 
日本
）
　　　　      ┏━┫
　　　　　　　┃　┗━
キングコブラ
（
 
インド
）
　　　　┏━━┫
　　　　┃　　┗━━━ベンキマン／ベンキーマン（
 
古代インカ帝国
）
　　　　┃
　┏━━┫　　　　┏━チエの輪マン（
 
ノルウェー
（初期設定は国籍不明）／タモーリ国）
　┃　　┃　　┏━┫
　┃　　┃　　┃　┗━キューブマン（
 
ハンガリー
）
　┃　　┗━━┫
　┃　　　　　┗━━━
ウルフマン／リキシマン
（
 
日本
）
　┃
━┫　　　　　　　┏━
ウォッチマン
（
 
スイス
）
　┃　　　　　┏━┫
　┃　　　　　┃　┗━
ブロッケンJr.
（
 
西ドイツ
）
　┃　　┏━━┫
　┃　　┃　　┗━━━
ラーメンマン
（
 
中国
）
　┃　　┃
　┗━━┫　　　　┏━ティーパックマン（
 
スリランカ
）
　　　　┃　　┏━┫
　　　　┃　　┃　┗━
ウォーズマン
（
 
ソビエト連邦
）
　　　　┗━━┫
　　　　　　　┗━━━
ペンタゴン
（
 
アメリカ合衆国
）
```

トーナメントは超人を玉にし巨大なパチンコ台で決められた。
ペルー予選トーナメント出場者
```
　　　　┏━━ベンキマン／エラードマン（
 
古代インカ帝国
）
　┏━━┫
　┃　　┗━━アルパカーン（
）
━┫
　┃　　┏━━ヒガンテマン（
）
　┗━━┫
　　　　┗━━銅ベルマン（
）
```

### 第22回大会
超人オリンピック ザ・レザレクション アニメでは超人ワールドグランプリ
- 開催年 - 2018年
- 優勝者 - ケビンマスク（ イギリス）（アニメ版ではキン肉万太郎）
- 準優勝 - キン肉万太郎（ 日本）（アニメ版ではケビンマスク）
- 大会委員長 - イケメン・マッスル

予選
予選大会
- 日本予選決勝 - キン肉万太郎VSザ☆農村マン

あっち向いてホイ
2人ずつ組を作り（同国同士にならない）、あっち向いてホイをして勝った方が予選突破。会場は国立競技場。
だるま落としでドン!
自然石を彫って作られた、特製「だるま落としタワー」を生身でブロック抜きを成功させれば予選突破。アニメ版では行われず。会場は千葉マリンスタジアム。
ビーチフラッグでイェイ!
上空の醜悪な巨大面から落下する女性でビーチ・フラッグスを行う。アニメでは下にマットが設置されていた。3人の超人の中で一番早くキャッチした超人が予選を通過できる。万太郎の時のみ中年男性の佐々木米男が救出対象となった。会場は湘南海岸。
二人三脚でZEI!ZEI!
観客からパートナーを選び（アニメでは抽選）、二人三脚で「海ほたるパーキングエリア」から専用ロードを走り、お台場海浜公園にゴールした上位12位までの超人が決勝進出となる。
決勝トーナメント出場者（順不同）
```
　　　　　　　　　┏━
キン肉万太郎
（
 
日本
）
　　　　┏━━┳━┫
　　　　┃　　┃　┗━ウォッシュ・アス（
 
古代インカ帝国
）
　　　　┃　　┃
　　　　┃　　┗━━━
バリアフリーマン
（
 
スウェーデン
）
　┏━━┫
　┃　　┃　　　　┏━ザ・摩天楼（
 
アメリカ合衆国
）
　┃　　┗━━┳━┫
　┃　　　　　┃　┗━
ヒカルド
（
 
ブラジル
）
　┃　　　　　┃
　┃　　　　　┗━━━
ジェイド
（
 
ドイツ
）
━┫
　┃　　　　　　　┏━プリクラン／プリントマン（
 
クロアチア
）
　┃　　┏━━┳━┫
　┃　　┃　　┃　┗━デストラクション（
 
イラク
）
　┃　　┃　　┃
　┃　　┃　　┗━━━
イリューヒン
（
 
ロシア
）
　┗━━┫
　　　　┃　　　　┏━チヂミマン（
 
韓国
）
　　　　┗━━┳━┫
　　　　　　　┃　┗━
ケビンマスク
（
 
イギリス
）
　　　　　　　┃
　　　　　　　┗━━━レゴックス／ブロックス（
 
オランダ
）
```

トーナメントは超人を玉にし巨大なパチンコ台で決められた。アニメではトーナメント決定は試合開始まで匿名でピンボールで決められていた。

## 架空の大会
第3回超人オリンピック
キン肉星王位争奪編の時期に行われた企画「もし第3回超人オリンピックがおこなわれたら」内で、全世界架空実況生中継のもと開催された。第2回超人オリンピック（第21回超人オリンピック ザ・ビッグファイト）の○年後の設定で、決勝戦の会場は国立競技場。
- 開催年 - 198X年
- 参加超人 - 58000人
- 決勝トーナメント進出超人 - 8人

予選
ジャンケン
水泳
ウェイト・リフティング
マラソン
決勝トーナメント出場者
```
　　　　　　　┏━キン肉マン（
 
日本
）
　　　　┏━━┫
　　　　┃　　┗━
ジェロニモ
（
 
アメリカ合衆国
）
　┏━━┫
　┃　　┃　　┏━ウルフマン（
 
日本
）
　┃　　┗━━┫
　┃　　　　　┗━ロビンマスク（
 
イギリス
）
━┫
　┃　　　　　┏━
バッファローマン
（
 
スペイン
）
　┃　　┏━━┫
　┃　　┃　　┗━ブロッケンJr.（
 
西ドイツ
）
　┗━━┫
　　　　┃　　┏━
テキサス・ハリケーン
（
 不明）
　　　　┗━━┫
　　　　　　　┗━ウォーズマン（
 
ソビエト連邦
）
```

## 歴代優勝者
超人オリンピックチャンピオンベルト裏側に刻印されており、作中で見ることができる。原作とアニメ版では刻印されている名前は異なっており、アニメ版では刻印されていない歴代優勝者があり、ウルドラマン（アニメ第1期ではウットラマン）は刻印されていない他、アニメ版第1期の放送局であった日本テレビが中継を行っていた全日本プロレスに参戦したことがある一部レスラーも実名で刻印されている。
原作
- HURAN GOOCHI
- RUTERS
- GIN KINSUKI
- BADY ROGAS
- RUTERS（2度目）
- DORYMAN
- HARY REIS
- GIYATK BURIS
- BO BU
- BA BA
- GIYATK BURIS（2度目）
- TERYO
- HARR????
- DASTYRO??
- HARY MAN
- BA BA（2度目）
- SINIA MAN
- MAYUMI（キン肉真弓）
- URDORMAN（ウルドラマン）
- ROBINMASK（ロビンマスク）
- KINNIKUMAN（キン肉マン）

アニメ版
- LOU THESZ（ルー・テーズ）
- GIN KINSUKI（ジン・キニスキー）
- KINNIKU MAYUMI（キン肉真弓）
- DORY MAN JR
- HARLY RACE MAN
- JACK BRISCO（ジャック・ブリスコ）
- GIANT BABA（ジャイアント馬場）
- TOMMY RICH（トミー・リッチ）
- KEVIN VON ERICH（ケビン・フォン・エリック）
- KINTARO OKI（大木金太郎）
- JUMBO TSURUTA（ジャンボ鶴田）
- ROBIN MASK（ロビンマスク）
- KINNIKU MAN（キン肉マン）